# Phoenicis Lacus (cuadrángulo)

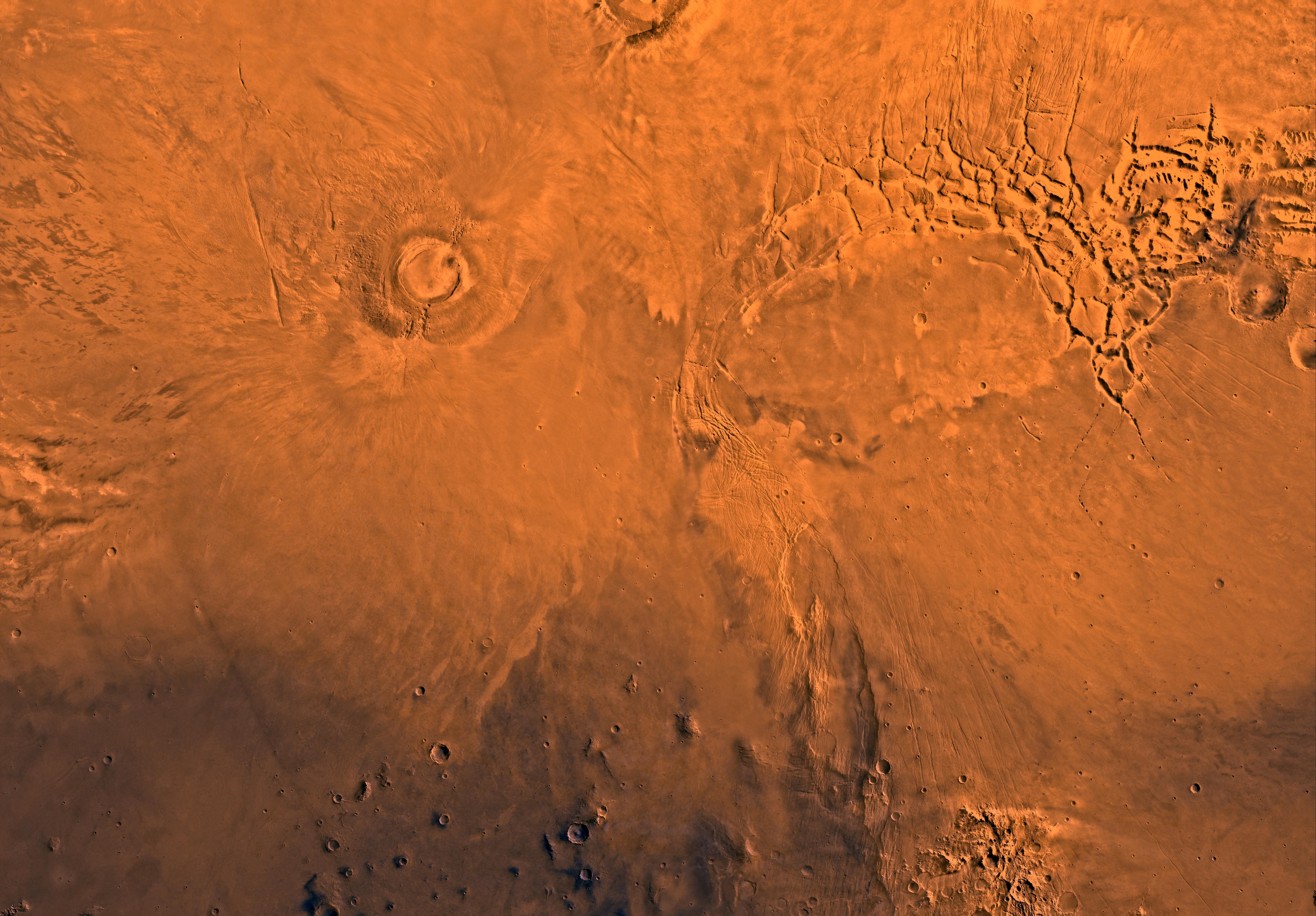
Imagen del Phoenix Lake Quadrangle (MC-17). La mayor parte de la región incluye la meseta de Tharsis. El noroeste contiene Pavonis Mons y Arsia Mons, el este contiene Syria Planum, el noreste incluye Noctis Labyrinthus y la parte sur-central incluye Claritas Fossae.

El cuadrángulo de Phoenicis Lacus es uno de una serie de 30 mapas cuadrangulares de Marte utilizados por el Programa de Investigación de Astrogeología del Servicio Geológico de los Estados Unidos (USGS). Al cuadrilátero también se le conoce como MC-17 (Mars Chart-17). Partes de Daedalia Planum, Sinai Planum y Solis Planum se encuentran en este cuadrilátero. Phoenicis Lacus lleva el nombre del ave fénix que, según el mito, se quema cada 500 años y luego renace.

## Descripción
El cuadrángulo de Phoenicis Lacus cubre el área de 90° a 135° de longitud oeste y de 0° a 30° de latitud sur en Marte. El aumento de Tharsus, que se formó a partir de flujos de lava, ocupa parte del área. Se cree que los volcanes Pavonis Mons y Arsia Mons alguna vez tuvieron glaciares. Es posible que todavía existan glaciares bajo una fina capa de rocas. El hielo puede ser una fuente de agua para la posible futura colonización del planeta. Una de las características más destacadas de este cuadrilátero es un gran conjunto de cañones que se cruzan llamados Noctis Labyrinthus.
Otras características interesantes son los canales de lava, las vetas de pendiente oscura, cadenas de pozos de cráteres y grandes depresiones (llamadas fosas). Una investigación publicada en la revista Icarus descubrió que los hoyos en el cráter Zumba son causados por eyecciones calientes que caen sobre un suelo que contiene hielo. Los pozos están formados por calor que forma vapor que sale de grupos de pozos simultáneamente, y por lo tanto se aleja de la eyección del pozo.